# Яниково (Медведевський район)
Яни́ково (рос. Яныково, марій. Янык) — присілок у складі Медведевського району Марій Ел, Росія. Входить до складу Руемського сільського поселення.

## Населення
Населення — 93 особи (2010; 75 у 2002).
Національний склад (станом на 2002 рік):
- лучні марійці — 89 %